# Kim Kum-yong

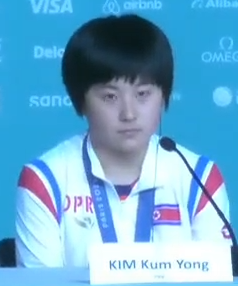
Kim Kum-yong (2024)

Kim Kum-yong (koreanisch 김금영; geb. 17. August 2001 in Pjöngjang) ist eine nordkoreanische Tischtennisspielerin. Sie trat bei den Olympischen Sommerspielen 2024 in Paris an und konnte im Wettbewerb Doppel (Mixed) zusammen mit Ri Jong-sik die Silbermedaille erringen.

## Leben
Kim wurde am 17. August 2001 in Pjöngjang geboren. Sie ist Linkshänderin und nutzt die Shakehand-Schlägerhaltung. Ihre ersten internationalen Erfahrungen sammelte sie bei den DPR Korea Open 2018 und bei den Pyongyang Open 2019. Sie nahm 2019 an den Asienmeisterschaften der Junioren teil, wo sie eine Silbermedaille errang; auch bei der Weltmeisterschaft der Junioren in Korat trat sie an.
Ab 2020 traten nordkoreanische Athleten drei Jahre lang nicht mehr international in Erscheinung; erst bei den Asienspielen 2022 (im Jahr 2023) startete Kim wieder in vier Wettbewerben, konnte jedoch keine Medaille gewinnen. Im April 2024 qualifizierte sich Kim mit ihrem Partner für das Mixed Doppel, Ri Jong-sik, für die Olympischen Sommerspiele 2024 durch einen Sieg über Spanien im ITTF World Olympic Qualification Tournament, 4–3.
Kim und Ri, die ohne Ranking bei der International Table Tennis Federation (ITTF) geführt werden, kamen auf den letzten Rang im olympischen Mixed Doubles-Wettbewerb und mussten in der Eröffnungsrunde gegen den Champion Japan antreten. In einem unerwarteten Außenseitersieg (Upset) schlug das nordkoreanische Paar Japan mit 4–1. Das Team konnte auch das schwedische Team und das Hongkonger Team besiegen und traf im Finale auf China. Sie unterlagen im Finale mit 4–2 und errangen die Silbermedaille. Sie wurden somit die ersten olympischen Medaillengewinner aus Nordkorea in acht Jahren. Nach dem Turnier beantwortete das Paar kurz einige Presseanfragen, nachdem sie zuvor alle Kommentare vermieden hatten. Kim verkündete: „Wir haben uns sehr gut auf die Olympischen Spiele vorbereitet. Wir haben eine gute Leistung gezeigt, aber wir bedauern einiges. Beim nächsten Mal werden wir es besser machen, um Gold zu gewinnen.“ („We prepared a lot for the Olympics. We had a good performance but there are some regrets. We’ll do better next time to win the gold“).
Kim verwendet als Tischtennisschläger einen Kombischläger, der bei offensiven Spitzensportlern wenig verbreitet ist. Die Rückseite ihres Schlägers ist mit einem Schlägerbelag mit langen Noppen versehen, wodurch viele Spieler überrascht werden.„Ihr Aufschlag hat mir viel Probleme bereitet. Manche Aufschläge sahen einfach aus, aber ich konnte sie nicht gut retournieren. Der Belag, den sie benutzt, ist bei den Frauen sehr ungewöhnlich und bei den Männern fast nicht vorhanden“, sagte der schwedische Spieler Kristian Karlsson, der im Viertelfinale gegen das nordkoreanische Doppel verlor.
Bei der Medaillenfeier machten Kim und Ri ein Selfie auf dem Podium mit den anderen Medaillengewinnern, darunter Lim Jong-hoon und Shin Yu-bin aus Südkorea. Dies wurde in der ganzen Welt als Moment großen Sportsgeistes gefeiert, führte Berichten zufolge jedoch zu Kritik seitens der nordkoreanischen Behörden, die nach Berichten des The Guardian Kim und Ri bei ihrer Rückkehr unter „ideologische Untersuchung“ („ideological scrutiny“) stellten.